# Salmophasia sladoni
Salmophasia sladoni és una espècie de peix cipriniforme de la família dels ciprínids.